# Marcelo Penta
Marcelo Alejandro Penta (Rosario, Provincia de Santa Fe, Argentina, 26 de agosto de 1985) es un exfutbolista argentino. Jugaba de volante y su primer equipo fue Newell's Old Boys. Se retiró en 2021 jugando en la liga griega

## Clubes
| Club                    | País      | Año       |
| ----------------------- | --------- | --------- |
| Newell's Old Boys       | Argentina | 2004-2006 |
| Tiro Federal de Rosario | Argentina | 2006-2007 |
| Chacarita Juniors       | Argentina | 2007-2008 |
| Pierikos                | Grecia    | 2009-2012 |
| Ethnikos Achnas         | Chipre    | 2012-2013 |
| Aiginiakos FC           | Grecia    | 2013-2016 |
| Apollon Larissa FC      | Grecia    | 2016-2017 |
| Volos NFC               | Grecia    | 2017-2018 |
| NFC Veria               | Grecia    | 2019-2020 |
| AO Ypatou               | Grecia    | 2020-2021 |

## Selección nacional
Ha sido internacional con la Selección de fútbol de Argentina Sub-20.

## Palmarés
| Título          | Club              | País      | Año  |
| --------------- | ----------------- | --------- | ---- |
| Torneo Apertura | Newell's Old Boys | Argentina | 2004 |